# (523780) 2015 AN281
(523780) 2015 AN281 est un objet transneptunien faisant partie des cubewanos et une planète naine potentielle.